# Teoria lui Piaget
Teoria lui Piaget este o teorie din cadrul psihologiei dezvoltării elaborată de psihologul elvețian Jean Piaget.

## Concepția lui Piaget

### Stadiile dezvoltării la Piaget
- Stadiul senzoriomotor
- Stadiul preoperațional
- Stadiul operațiilor concrete
- Stadiul operațiilor formale

În studiile sale, Piaget a elaborat o teorie originală asupra genezei și mecanismelor gândirii denumită teoria operațională. El a delimitat stadii și serii de operații ale inteligenței. În ce privește stadiile:
- stadiul senzorialo-motor, desfășurat de la naștere până la vârsta de 2 ani, când copilul este preocupat cu câștigarea controlului motor și învățarea obiectelor fizice.

- stadiul preoperațional, între 2 și 7 ani, când copilul este preocupat cu calificarea verbală.

- stadiul concret operațional, între 7 și 12 ani, când copilul începe să se descurce cu conceptele abstracte, cum ar fi numerele și relațiile, înrudirile.

- în fine, stadiul, formal operațional, între 12 și 15 ani, etapă în care copilul începe să raționeze logic și sistematic.

Într-o altă concepție aceste stadii sunt denumite: stadiul animist infantil, cel al gândirii magice, al gândirii referențial-egocentric-sincretice, subiectivist-autiste și în fine, al constituirii gândirii concrete și apoi a celei formal-logice.
Teoria lui Piaget conform căreia capacitatea intelectuală este calitativ diferită la vârste diferite și copiii au nevoie de interacțiunea cu mediul înconjurător pentru a câștiga competență intelectuală, a influențat știința educației și psihologia. Acest nou concept asupra inteligenței a afectat modelul, proiectul învățării naturale pentru copiii mai mici și dezvoltarea matematicii și a programelor științifice.